# Galactites tomentosa
Galatictites tomentoasa este o planta de genul Galactites, din familia compositae (asteraceae).

## Caracterisitici
Florile sunt niste inflorescente, mov închis. Frunzele pot ajunge la 5-10 cm. Pe tulpina sunt niste firișoare care împiedică dăunători. Planta anuala spontana culoarea ei atrage albinele pentru polenizare. Floarea poate ajunge la 12 cm. Exista 2000 de specii erau 2100 dar din cauza schimbarii de clima au disparut 100. Aceasta floare este origionară din America de Sud, fiind o plantă care iubește soarele căldura și umezeala.